# Judith von Böhmen († 1086)

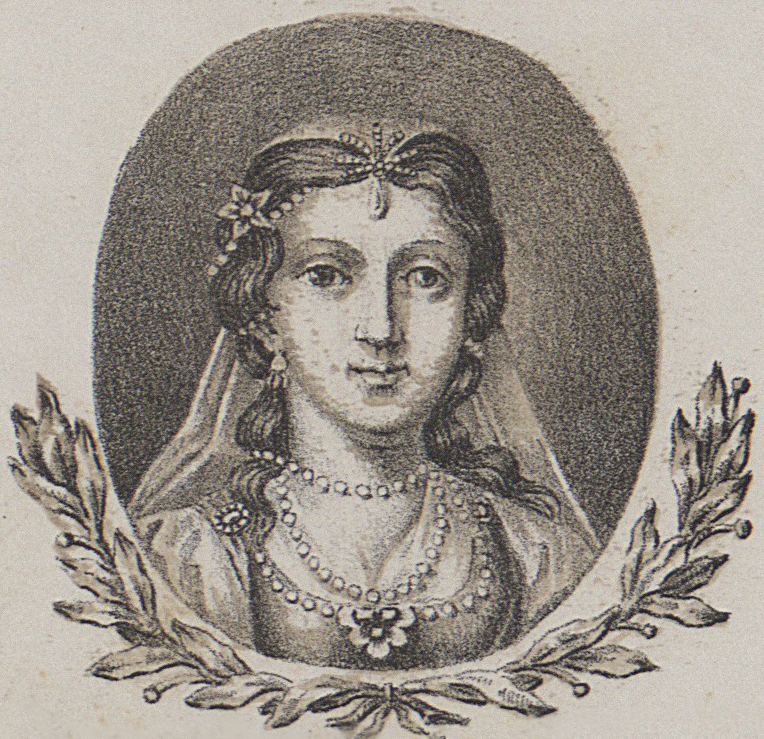
Zeichnung von Michał Stachowicz

Judith von Böhmen (* 1056 oder 1058 in Prag (?); † 25. Dezember 1086 in Płock (?)) war die Tochter des böhmischen Königs Vratislav II. und von Adelheid von Ungarn.

## Leben
Judith heiratete den polnischen Herzog Władysław I. Herman um 1080 in Polen. Die Ehe blieb fünf Jahre kinderlos, so dass eine Gesandtschaft zum Kloster Saint-Gilles gesandt wurde. Am 20. August 1086 gebar sie den Thronfolger Bolesław III. Schiefmund. Sie starb wenige Monate nach dessen Geburt und wurde wie ihr Ehemann und ihr Sohn in der Kathedrale von Płock beigesetzt.

## Nachweise
- K. Jasiński: Rodowód pierwszych Piastów. Warszawa – Wrocław, 1992, ISBN 83-85218-32-7
- Adam Bujak: Nekropolie królów i książąt polskich. Warszawa: Wydawnictwo Sport i Turystyka, 1988. ISBN 83-217-2720-4.